# 八戸市博物館
八戸市博物館（はちのへしはくぶつかん）は、青森県八戸市にある市営博物館である。

## 立地
八戸市博物館は、八戸市根城に位置し中世南部氏の城跡根城の敷地に立地している。根城の広場が隣接しており、中世の城跡や復元家屋がある。

## 沿革
八戸市博物館が建設される以前は是川考古館・八戸市歴史民俗資料館に埋蔵文化財が収蔵されていたが、秋山皐二郎八戸市長（当時）より「八戸市市制50周年記念事業」の一つとして、博物館が建設された。
開館当時は市立博物館としては大規模な博物館であった。
- 1980年5月 - 博物館基本構想策定委員会発足。委員長は小井田幸哉。
- 1981年9月 - 起工。
- 1983年7月 - 開館。初代館長は郷土史家の正部家種康。前身である是川考古館と八戸市歴史民俗資料館は分館となった。
- 1994年6月 - 縄文学習館が開館し、組織に加わる。
- 1994年10月 - 史跡 根城の広場がオープン。
- 2001年7月 - 博物館前に南部師行騎馬像建立。
- 2005年3月 - 南郷村との合併により、南郷歴史民俗資料館が組織に加わる。
- 2011年3月 - 八戸市埋蔵文化財センター是川縄文館の開館に伴い、八戸市縄文学習館・八戸市歴史民俗資料館・是川考古館が組織から外れる。

## 展示物
八戸市内で発見された土偶や、土器、古代太刀の一部、農具や漁具、伝統の祭りえんぶりや八戸三社大祭に関する資料1万点を収蔵している。

### 考古
縄文時代から安土桃山時代、八戸城出土品を含めば近世までの遺物が展示されている。
古代の展示には、2018年（平成30年10月）に重要文化財に指定された「丹後平古墳群出土品」が新たに列品されている。これらの資料は飛鳥時代から平安時代末期に位置付けられるもので、「律令制の外にあった東北北部の「末期古墳」からの出土品一括。黄銅製で三累環内に獅噛を配する柄頭は例がなく、象嵌と鍍金を併用した精緻なつくり。蕨手刀や方頭大刀、多種多量の玉は末期古墳に特徴的な副葬品。故意に底部を欠いた土器は、祭祀の姿を伝える。」とされている。
1989年（平成元年）に八戸市の風張１遺跡から出土した合掌土偶は、1997年（平成９年）の重要文化財指定の後、縄文時代の習俗などを知る観点など、学術的な価値が高く評価され、2009年（平成21年）7月に国宝に指定された。2011年（平成23年）３月まで同館で展示された。現在は、2011年７月に開館した八戸市埋蔵文化財センター是川縄文館に展示されている。
2000年（平成12年）1月に皇太子徳仁親王が見学した際に当時の八戸市長からレプリカが贈呈された。後に愛子内親王誕生に関連して、「祈りの土偶」「癒しの土偶」としてこの土偶が女性週刊誌に報道されたこともあった。

### 中世・近世
博物館には根城南部氏に関する古文書、武具などが展示されている。
盛岡南部氏から分かれた南部八戸藩2万石の様相を絵画や八戸城の復元模型、鶴姫の婚礼調度品も展示されている。

### 近代
重要有形民俗文化財「八戸及び周辺地域の漁撈用具と浜小屋」の一部が収蔵展示されている。

### その他
昔話・民謡・南部地方の方言での会話などを知ることができる「無形展示資料室」が設けられている。2014年１月のリニューアルオープンで設置された「はちのへ発見伝」では、これまでの音声に映像を加え、上記コンテンツのほか、市内小中学校の校歌、芸能、祭り、観光情報をタッチパネルPCで知ることができる。

## アクセス
- 八戸自動車道：八戸ICより、車で約10分
- 南部バス・八戸市営バス：「根城（博物館前）」バス停下車、徒歩約1分

## 関連施設
- 八戸市美術館
- 八戸市縄文学習館
- 八戸市埋蔵文化財センター 是川縄文館
- 八戸市南郷歴史民俗資料館